# Первомайский (Ашинский район)
Первома́йский — посёлок в Ашинском районе Челябинской области России. Входит в состав Точильнинского сельского поселения. Расположен на границе с Башкортостаном.

## География
Через посёлок протекает река Аша. Расстояние до районного центра Аши 20 км.

## Население
| 2002 | 2010 |
| ---- | ---- |
| 5    | ↗10  |

По данным Всероссийской переписи, в 2010 году численность населения посёлка составляла 10 человек (5 мужчин и 5 женщин).

## Улицы
Уличная сеть посёлка состоит из 1 улицы.